# Municipio de Palín
Municipio de Palín är en kommun i Guatemala.   Den ligger i departementet Departamento de Escuintla, i den södra delen av landet, 30 km sydväst om huvudstaden Guatemala City.